# Bopyrella tanytelson
Bopyrella tanytelson är en kräftdjursart som beskrevs av Clements Robert Markham 1985. Bopyrella tanytelson ingår i släktet Bopyrella och familjen Bopyridae. Inga underarter finns listade i Catalogue of Life.